# La Baye
Pour les articles homonymes, voir Baye.
La Baye est un petit poste de traite, établi dans la baie des Puants au sud des Grands Lacs en 1634 par Jean Nicolet. Le premier colon à séjourner à La Baye fut Nicolas Perrot.  Il était envoyé par le Père Claude-Jean Allouez.
En 1671, les jésuites y construisirent une mission.  Le fort La Baye fut édifié en 1717.  La ville de La Baye fut incorporée en 1754.
Elle passa sous le contrôle britannique à la fin de la Guerre de Sept Ans en 1761. En 1795, elle passa sous contrôle américain et fut graduellement renommée Green Bay. En 1816 La Baye comptait environ 40 familles. En 1820 Henry Schoolcraft estima la population — très métissée — à 500 habitants.
Green Bay se trouve dans l'État du Wisconsin.